# إدوارد إتش. ألين
إدوارد إتش. ألين هو مصرفي وسياسي أمريكي، ولد في 24 أبريل 1830، وتوفي في 1 ديسمبر 1895. نشط حزبياً في الحزب الجمهوري.